# Hypsugo eisentrauti
Hypsugo eisentrauti» es una especie de murciélago de la familia Vespertilionidae.

## Distribución geográfica
Se encuentra en Camerún, República Democrática del Congo, Kenia, Somalia y en Uganda.